# گری لروی گری
گری لروی گری (به انگلیسی: Gary LeRoi Gray) (زاده ۱۲ فوریهٔ ۱۹۸۶) بازیگر آمریکایی است.
از فیلم‌های معروف او می‌توان به فیلم اسلاپی و شخص نفرت انگیز و آن را روشن کنید اشاره کرد.